# Magnolia cristalensis
Magnolia cristalensis är en magnoliaväxtart som beskrevs av Johannes Bisse. Magnolia cristalensis ingår i släktet Magnolia och familjen magnoliaväxter. Inga underarter finns listade i Catalogue of Life.